# Aleja Potępienia
Aleja Potępienia (tyt. oryg. Damnation Alley) – opowiadanie science fiction autorstwa Rogera Zelazny’ego z 1967. Autor w 1969 rozwinął opowiadanie do rozmiarów powieści, wydanej przez G.P. Putnam’s Sons. Filmowa adaptacja pt. Aleja potępionych pojawiła się w 1977.

## Fabuła
Zarówno opowiadanie jak i powieść opisuje postapokaliptyczny świat Północnej Ameryki. Główny bohater, Czort Tanner, to były przywódca gangu motocyklowego, który w zamian za zwolnienie z więzienia otrzymuje zadanie przetransportowania leków do leżącego na wschodnim wybrzeżu Bostonu. Jedynym sposobem na wykonanie tego zadania jest podróż autostradą, w tym legendarną Drogą 66, przez całe stany zniszczone po wojnie nuklearnej (podróż powietrzna jest niemożliwa ze względu na zaburzenia pogodowe po wojnie). Na trasie spotyka go wiele niebezpieczeństw, od promieniowania, poprzez bandy rabusiów, aż do zmutowane, gigantyczne zwierzęta.